# Mohamed Salah Al Azab
Mohamed Salah Al Azab (arabiska: محمد صلاح العزب), född i Kairo den 19 september 1981, är en egyptisk författare. Han skriver på arabiska, och har gett ut tre romaner och en novellsamling.
Al Azab har vunnit sju litterära priser, bland andra Suad Al-Sabah Award för bästa roman och Higher Council for Cultures pris för bästa novell 1999 och 2004. Han var en av de 39 arabiska författare under 40 år som valdes ut till antologin Beirut 39, huvudprojektet när Beirut var Unescos bokhuvudstad 2009.